# Геро Ресенски
Геро Ресенски е български революционер, ресенски войвода на Вътрешната македоно-одринска революционна организация.

## Биография
Роден е през 1895 година в преспанското село Кривени, тогава в Османската империя. Работи като пъдар. Влиза във ВМОРО и става четник при Славейко Арсов. Взима участие в Илинденско-Преображенското въстание, а след него от 1904 година е войвода в Преспа.
На 30 ноември четите на Митре Влаха и Геро Ресенски нападат 50-членната чета на капитан Буас и Евтимиос Каудис в село Желево. Писодерска гъркоманска милиция и турски аскер подпомагат андартите и вечерта притиснати четниците на Митре Влаха напускат бойното сражение.
През февруари 1905 година е обкръжен в родното му село и ранен в избухналото сражение. Застрелян е по негова молба от четника Иванчо Трайчев – Гулето.